# Alfonso Mier y Terán
Alfonso de Jesús Mier y Terán Garza (Cd. Victoria, Tamaulipas; 25 de diciembre de 1967 - Cd. Victoria, Tamaulipas; 10 de enero de 2006) fue un actor mexicano, conocido por su famoso personaje de Tobías "Tobby" Reyes Retana y de las Altas Torres, en las telenovelas Volver a empezar, El premio mayor y Salud, dinero y amor, de Emilio Larrosa.

## Carrera profesional
Fue hermano del director general del Instituto Tamaulipeco para la Cultura y las Artes (ITCA), Fernando Mier y Terán Garza. Alfonso estudió Licenciado en Ciencias de la Comunicación en el Instituto Tecnológico y de Estudios Superiores de Monterrey Campus Ciudad Victoria, y posteriormente viajó a la Ciudad de México, donde fue apoyado por Emilio Larrosa para participar en las telenovelas mencionadas anteriormente, haciendo mancuernilla con Mónica Dossetti, quien hacía el papel de Karla Greta, su hermana.
Una vez que terminó de grabar estas emisiones, se retiró del mundo del espectáculo para atender negocios familiares.
Falleció en Ciudad Victoria en 2006, víctima de insuficiencia renal.

## Telenovelas
- Volver a empezar (1994) - Tobías "Tobby" Reyes Retana y de las Altas Torres
- El premio mayor (1995) - Tobías "Tobby" Reyes Retana y de las Altas Torres
- Salud, dinero y amor (1997) - Tobías "Tobby" Reyes Retana y de las Altas Torres

- Datos: Q20012983